# 苏伦多夫
苏伦多夫是德国下萨克森州的一个市镇。总面积61.06平方公里，总人口2561人，其中男性1273人，女性1288人（2011年12月31日），人口密度42人/平方公里。